# Goryphus rhodesiae
Goryphus rhodesiae là một loài tò vò trong họ Ichneumonidae.